# Nacaduba illuensis
Nacaduba illuensis är en fjärilsart som beskrevs av Johannes Karl Max Röber 1886. Nacaduba illuensis ingår i släktet Nacaduba och familjen juvelvingar. Inga underarter finns listade i Catalogue of Life.